# Panteón (arquitectura)

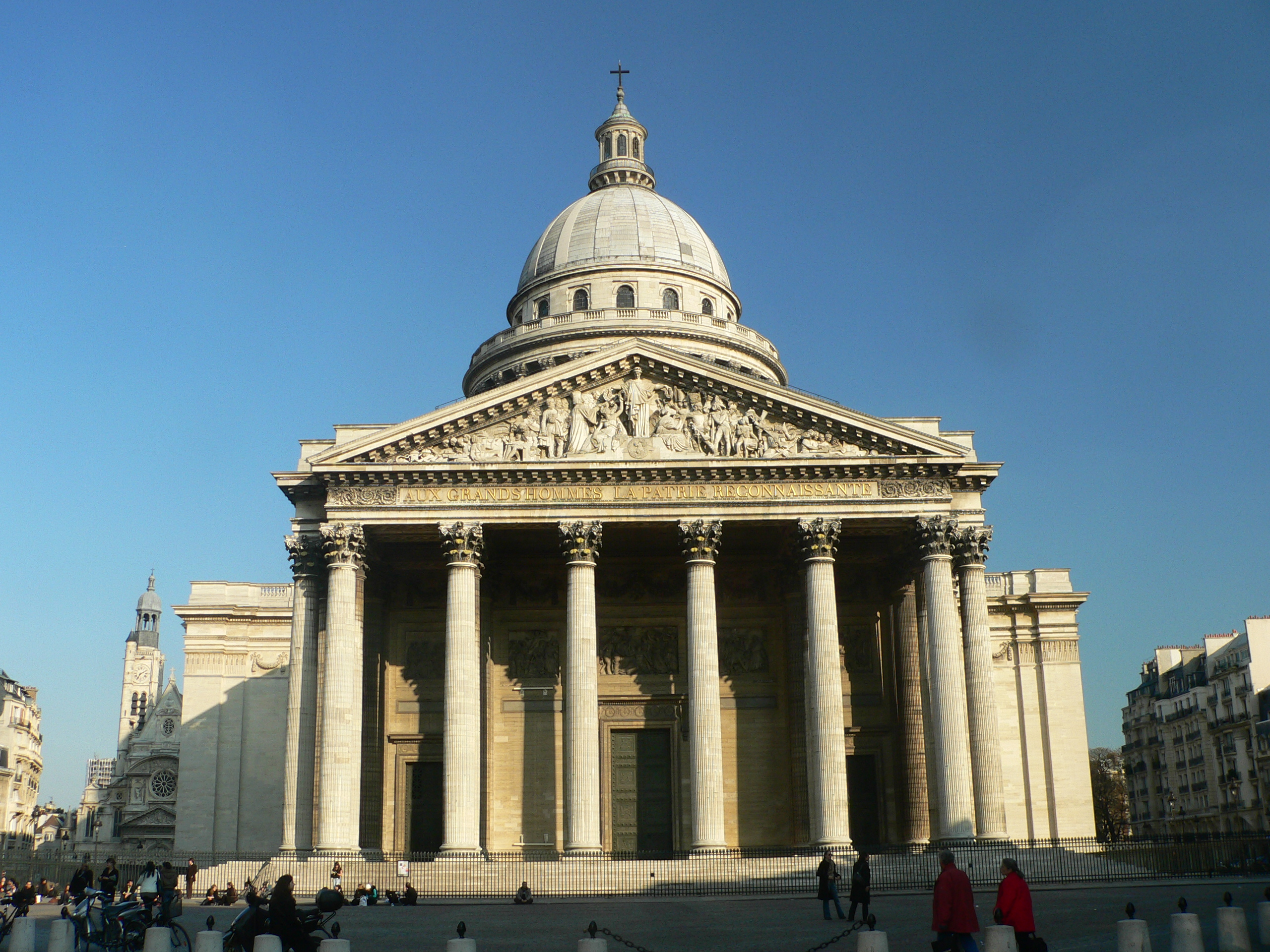
Panteón de París

Un panteón es un monumento o edificación funeraria  donde reposan los restos de los difuntos de una familia o grupo determinado.
Puede estar ubicado en un cementerio o tratarse de un edificio exento de grandes dimensiones. Antiguamente también servía para hacer referencia a un templo o edificio sagrado dedicado a todos los dioses de una religión politeísta particular.
Acaso la asimilación del nombre de panteón a este uso provenga de la primitiva religión romana, en que los espíritus de los antepasados eran considerados como «dioses domésticos». Otra versión indica que su origen estaría en que el célebre artista Rafael (Rafaello) pidió ser (y fue) enterrado en el Panteón de Roma (Panteón de Agripa). 